# Réservoir de Grosbois
Ne doit pas être confondu avec Barrage de Grosbois (Doubs).
Le réservoir de Grosbois, constitué par deux barrages, est situé à Grosbois-en-Montagne, dans le département de la Côte-d'Or en France, sur le cours de la Brenne (bassin de la Seine).

## Géographie
Le réservoir, propriété de l'établissement public des Voies navigables de France, est destiné à alimenter le Canal de Bourgogne et sert de bassin d'alimentation en eau potable.
Longé par la RD 905, Il est établi sur la haute vallée de la Brenne, un affluent de l'Armançon, à près de 400 m d'altitude. Une rigole de 14 km apporte l'eau dans le bassin de Pouilly, à 378 m d'altitude, ce qui donne une pente de 0,16 %. Cette rigole franchit le relief très marqué qui sépare le versant de la Brenne de celui de l'Armançon, par un souterrain de 3,6 km de long qui débouche à Soussey-sur-Brionne, où elle capte l'eau de la Brionne et de deux autres ruisseaux en aval.

## Histoire
Sa construction a été terminée en 1838. Il a été consolidé en 1852. Un contre-réservoir a été rajouté en 1905.
Ce contre-réservoir de 15 hectares, destiné à réduire la poussée sur la digue principale, est dû à un second barrage en terre construit entre 1900 et 1905.

## Barrages
La retenue principale offerte par le barrage à contreforts avec dalle plane d'une longueur de 550 m est d'un volume maximal de 8 hm3 sur une surface de 90 hectares. C'est un des plus profonds en Côte-d'Or, avec une hauteur de plus de 22 mètres au niveau de la digue.
Par un barrage en terre de 400 m de longueur et 17,7 m de hauteur élevé en aval et en parallèle à environ 150 m de l'édifice principal, le contre-réservoir ainsi constitué contient 0,9 million de mètres cubes et offre un lieu de loisirs nautiques.

## Vidange du réservoir
La réglementation oblige le maître d'ouvrage Voies navigables de France à vider le plan d'eau tous les dix ans afin de contrôler l'ouvrage à sec. En Côte-d'Or, tous les barrages d'alimentation du canal de Bourgogne sont concernés, à savoir Panthier, Cercey, Chazilly, Le Tillot, Pont et Grosbois.
Tous les deux ans, un barrage est vidé. Concernant le peuplement piscicole, la loi précise que seul un pêcheur professionnel est autorisé à retirer les poissons du plan d'eau car même si ce sont les AAPPMA qui empoissonnent les différents sites, dès lors que le poisson est dans le plan d'eau, en eau libre, il n'est plus la propriété de quelqu'un. Une situation particulière pour Grosbois, sur le grand barrage, réside dans le fait qu'il n'a pas été vidangé complètement depuis 1922, en raison des problèmes techniques sur la vanne de fond de l'ouvrage. En effet, à son niveau le plus bas, il reste une poche d'eau de plusieurs mètres carrés et de quelques dizaines de centimètres de haut dans laquelle les poissons étaient piégés à chaque vidange réalisée par le passé.
Le petit barrage se vide par une vanne de fond et le poisson est récupéré dans la pêcherie située à l'aval. La volonté affichée par les VNF dans le cahier des charges était de faire enlever la totalité du peuplement piscicole présent dans les deux retenues, petit et grand barrages. Le pêcheur professionnel retenu lors de l'appel d'offres, originaire de Loire-Atlantique, dispose d'un hydroglisseur et a pêché au filet maillant (mailles de 60 mm), une partie du peuplement piscicole présent dans la poche d'eau restant dans la grande retenue durant quatre jours, et il a réalisé la pêche du petit barrage, le 26 octobre 2007. Les poissons non capturés au filet maillant et restant dans la grande retenue, sont pêchés en semaine 46, période de chômage hivernal du canal de Bourgogne.
Dans le cadre des travaux d'entretien réalisés sur le canal de Bourgogne, dans la période d'arrêt de la navigation (mi-novembre, mi-mars), des biefs sont abaissés voire asséchés pour que VNF puisse effectuer les réparations sur certaines écluses.

## Environnement
Le réservoir est un site d'hivernage pour de nombreuses espèces d'oiseaux, parmi lesquelles la Sarcelle d'hiver, le Fuligule milouin, le Fuligule morillon et le Canard souchet.
C'est un site de passage pour le Milan noir, le Milan royal, le Canard chipeau, le Canard pilet, le Canard siffleur, le Grèbe huppé, le Grèbe castagneux et le Garrot à œil d’or.
Le site est classé à l'Inventaire national du patrimoine naturel comme Zone naturelle d'intérêt écologique, faunistique et floristique de type 1.
Le réservoir est également inclus dans la vaste ZNIEFF continentale de type 2 de l'« Auxois »13, qui inclut 22 ZNIEFF plus petites et 14 sites classés ou inscrits au titre de la loi sur les paysages de 1930. Les 72 708,12 hectares de la ZNIEFF sur 78 communes forment un ensemble d'environ 60 km nord-sud sur 27 km est-ouest, géographiquement centré sur Uncey-le-Franc, le tout s'étageant de 241 à 598 m d'altitude. Son couvert végétal est fait de prairies bocagères avec cours d'eau et plans d'eau en fond de vallées, de bois sur les plateaux et les coteaux, et essentiellement sur les plateaux, de quelques cultures.

## Apparition au cinéma
Le barrage de Grosbois-en-Montagne apparait dans le film Jeanne la Pucelle de Jacques Rivette (1994) où il figure les fortifications de Paris.

## Galerie

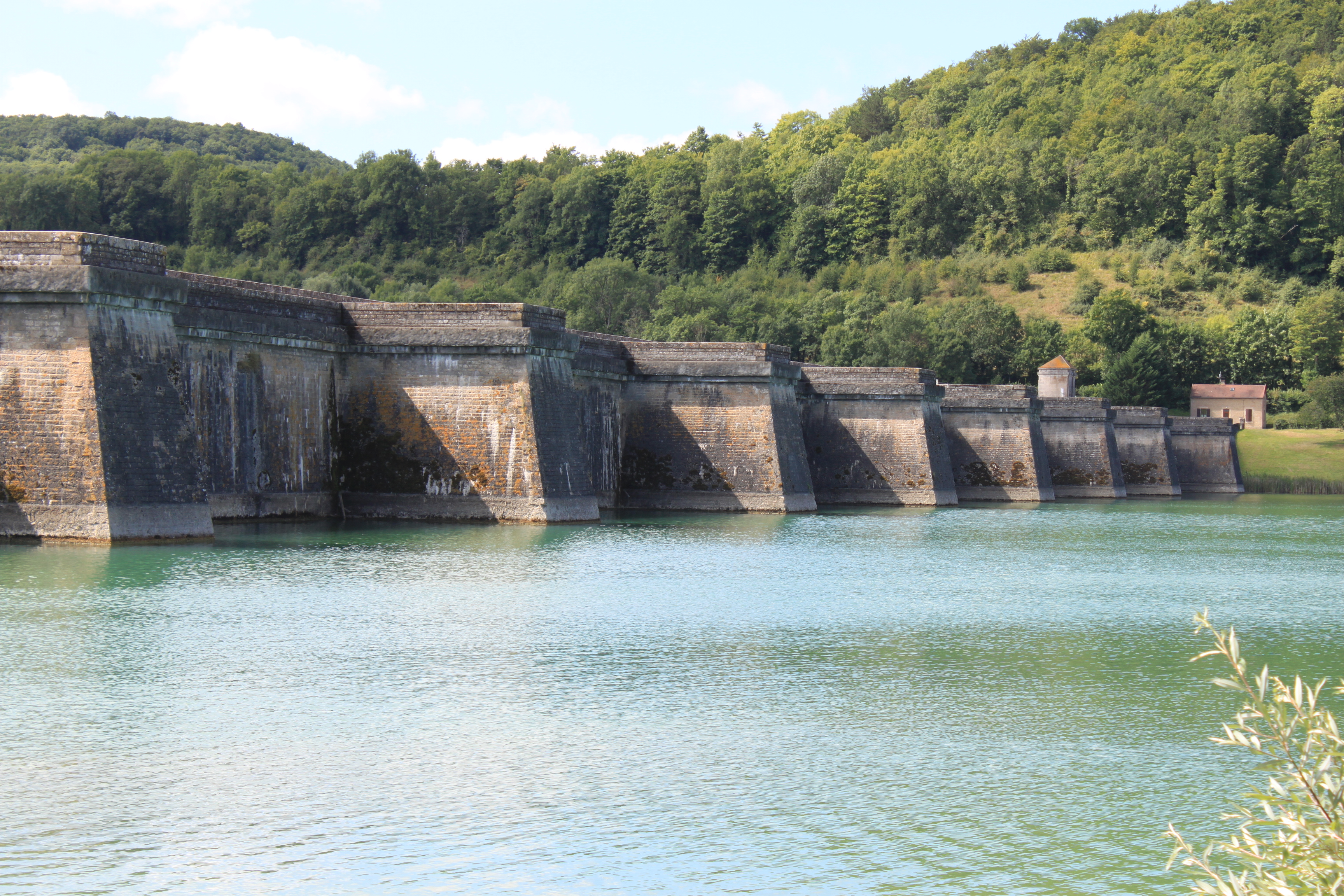
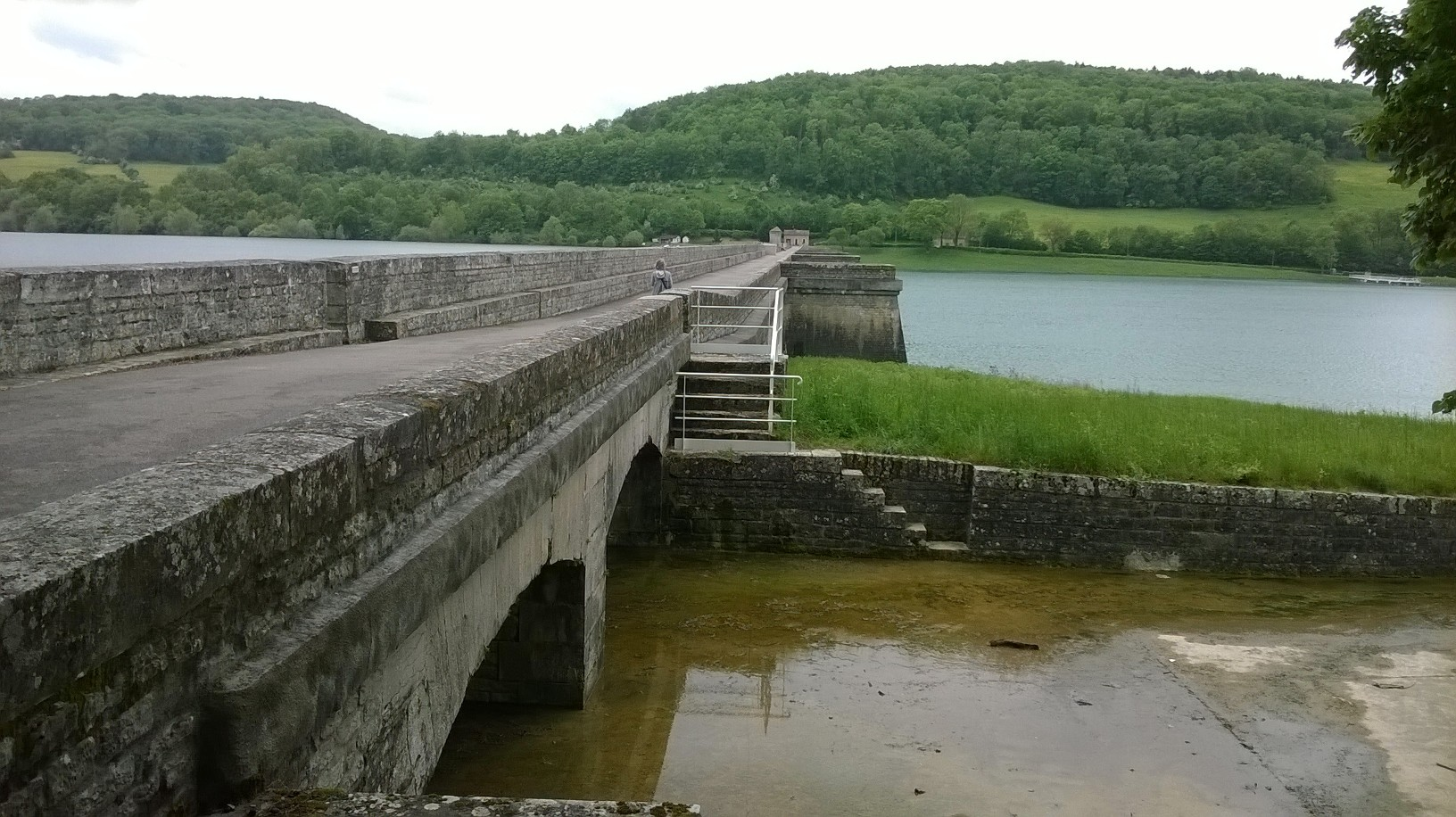
retenue côté amont
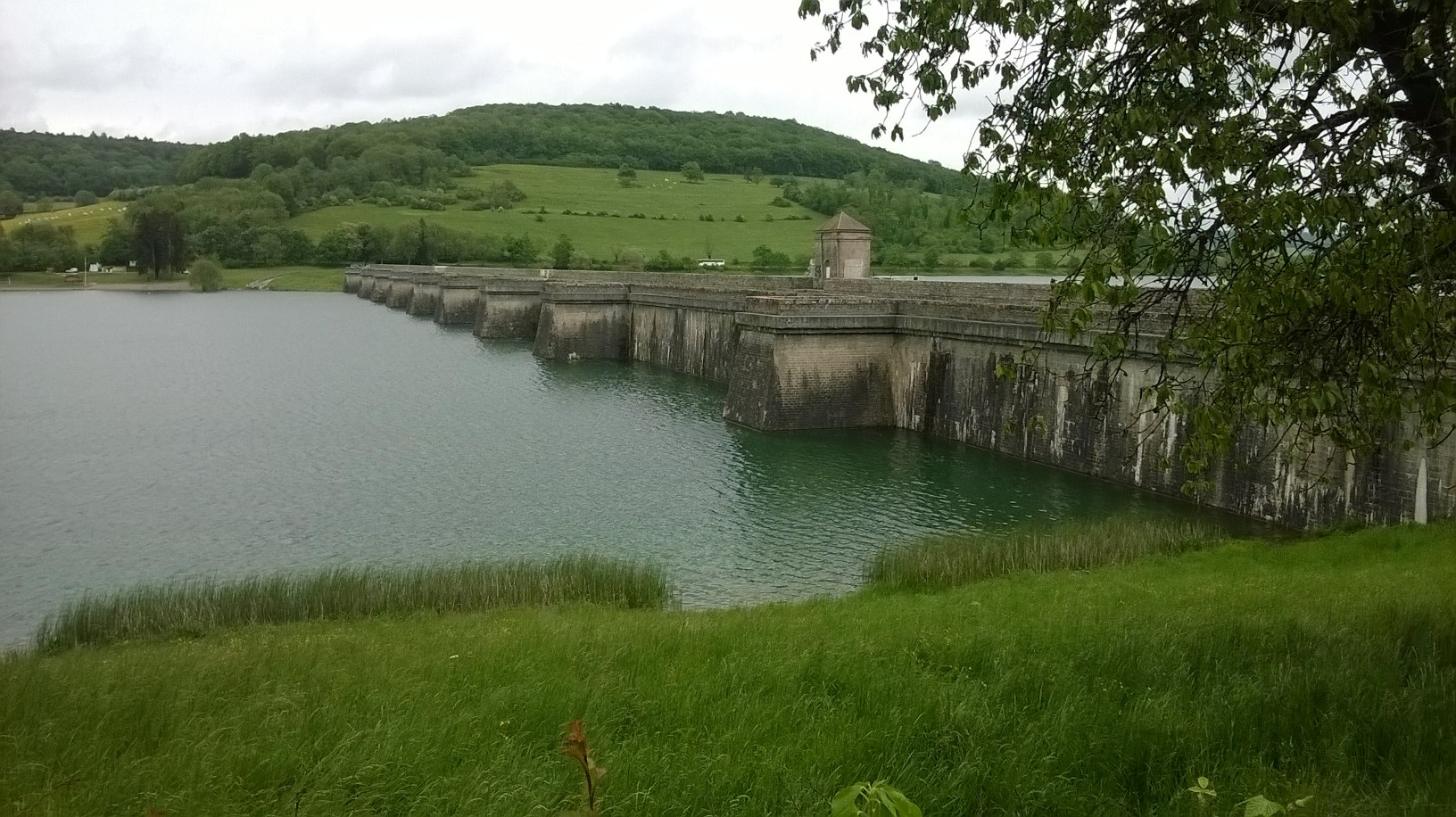
retenue côté aval
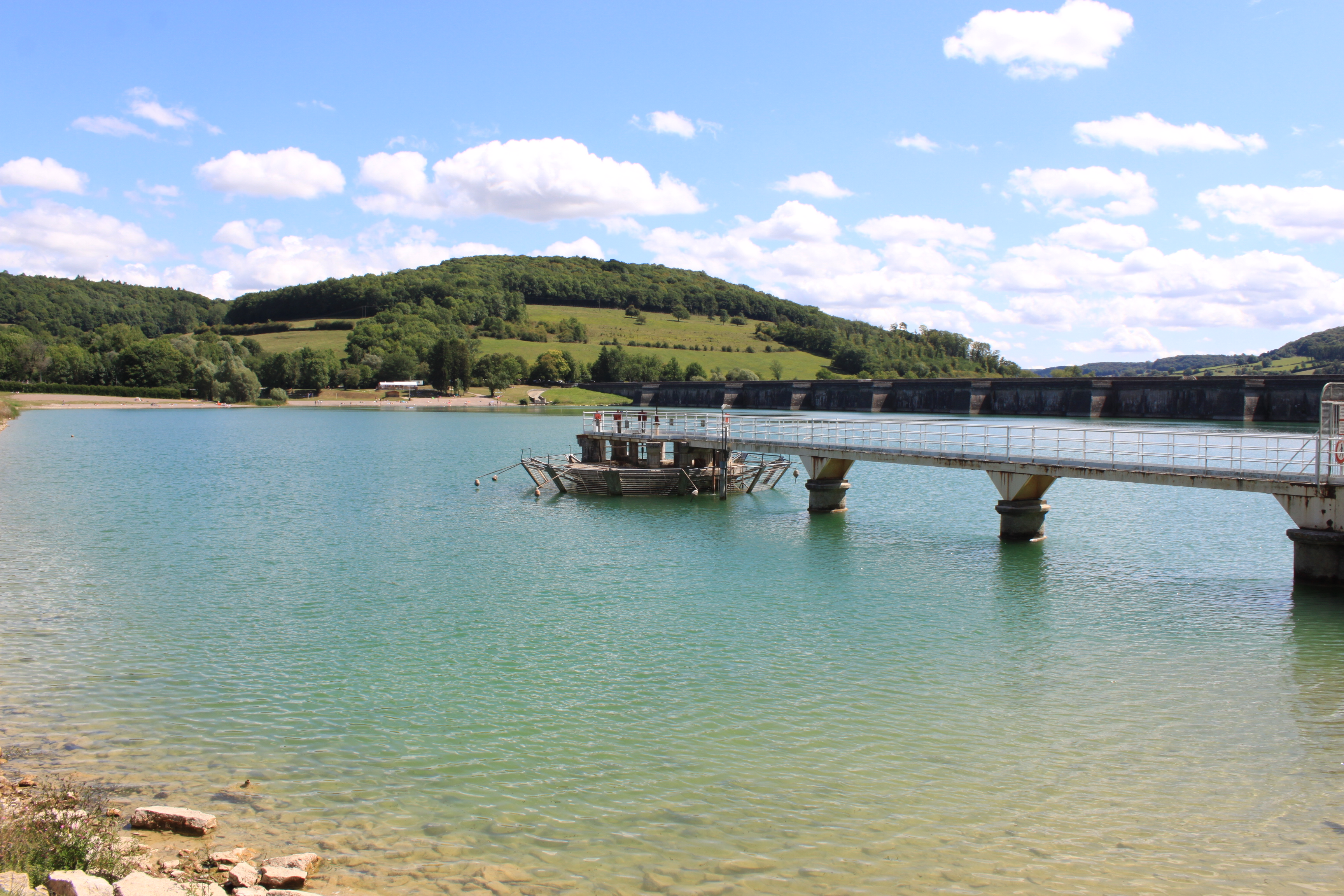
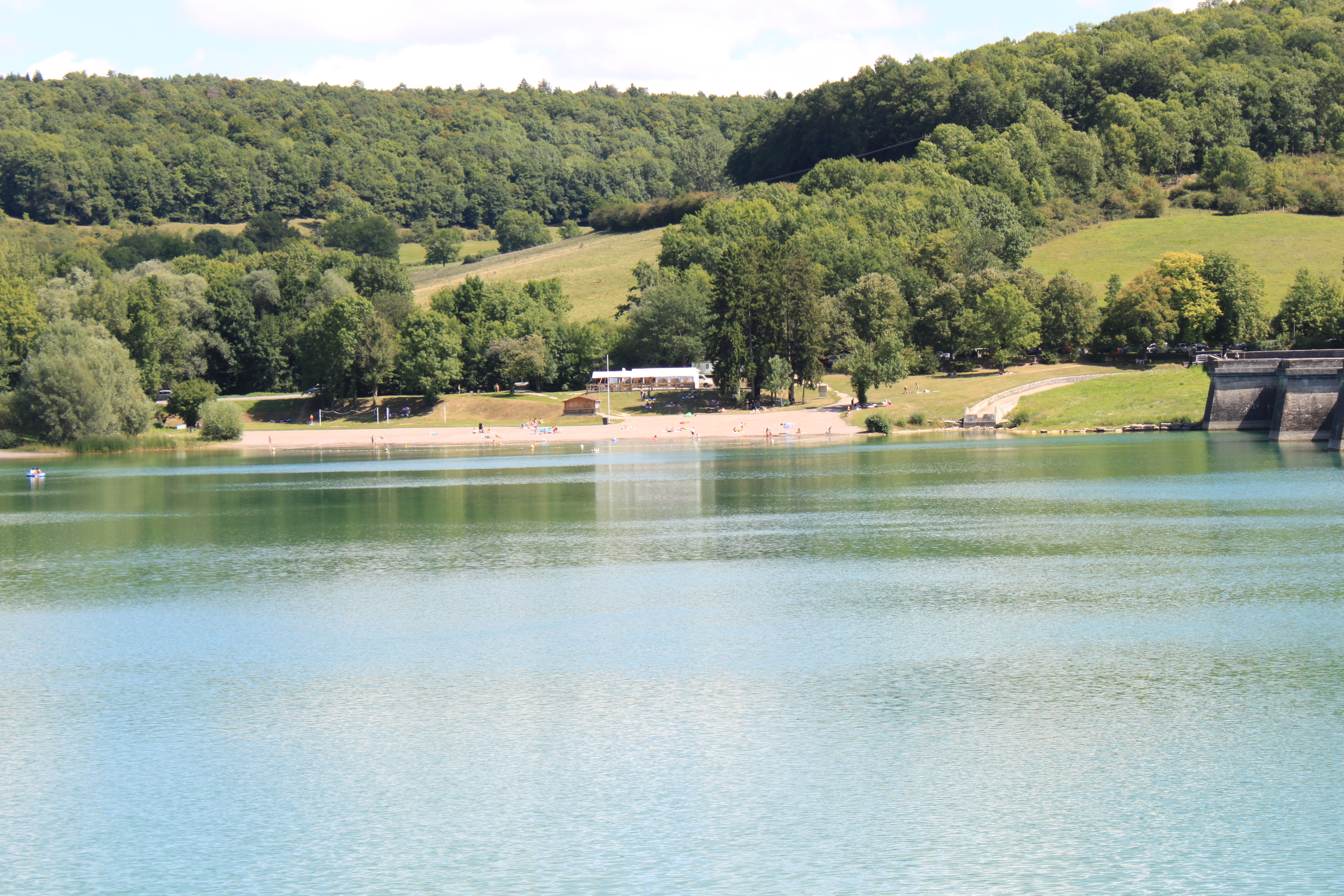
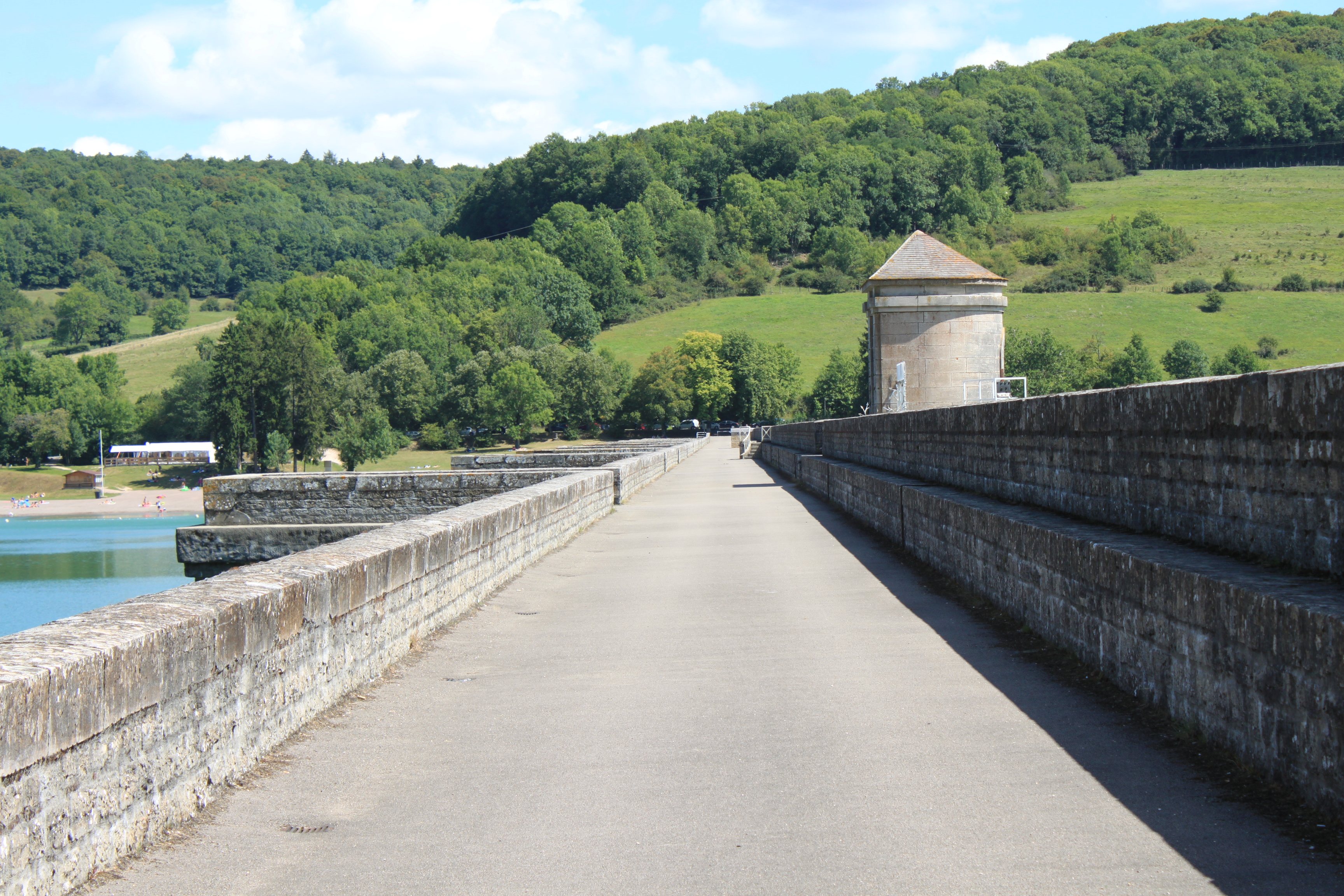
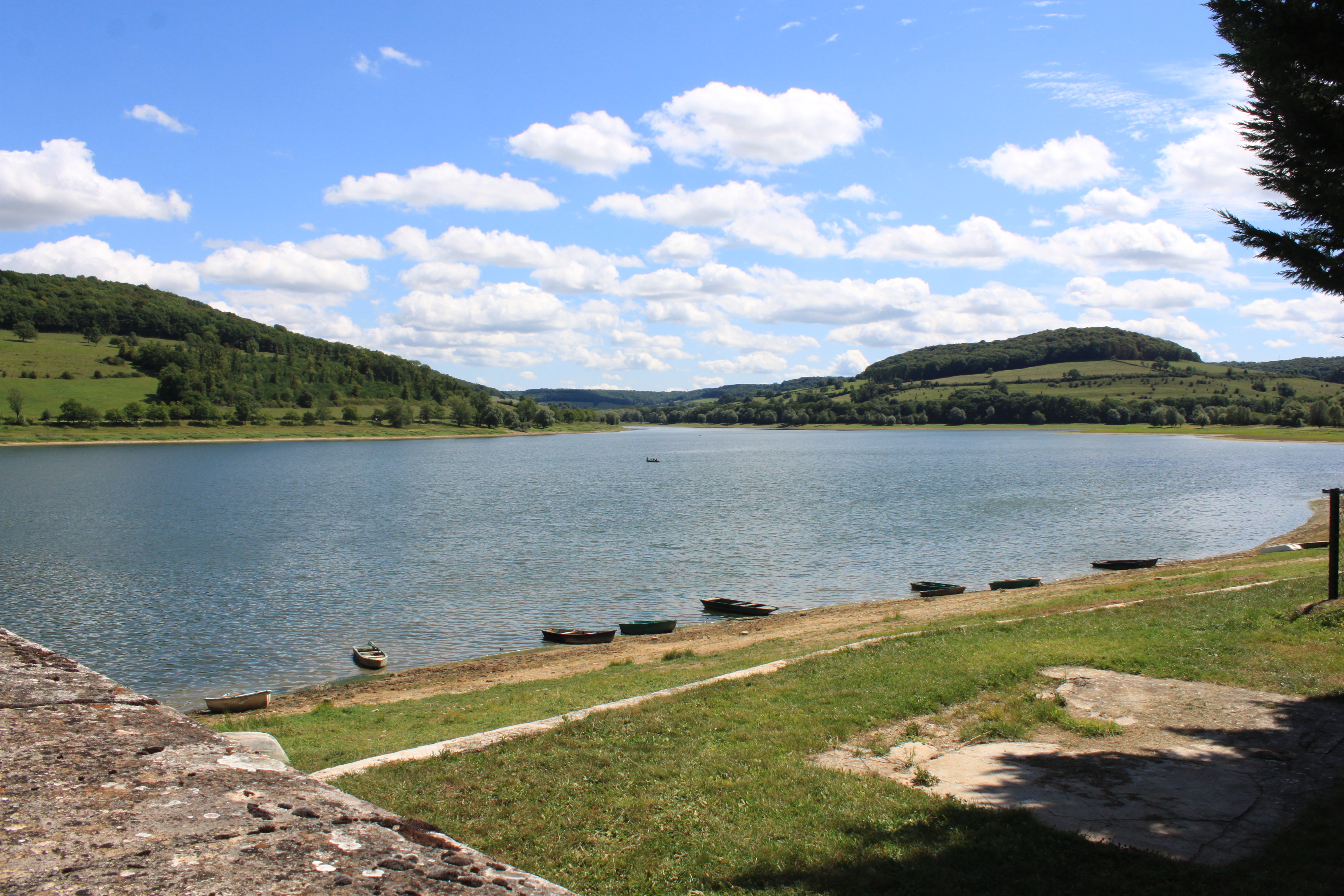